# European Registry for Internet Domains
European Registry for Internet Domains (EURid) è un ente senza scopo di lucro designato dalla Commissione europea a gestire le registrazioni dei nomi di dominio .eu, inclusa l'allocazione di nomi di dominio ai registranti (individui, organizzazioni o imprese) all'interno dell'Unione europea.

## Attività
EURid collabora con registrar accreditati, che sono aziende private o organizzazioni autorizzate a offrire servizi di registrazione dei domini .eu al pubblico. Questi registrar svolgono un ruolo chiave nella registrazione e gestione dei nomi di dominio .eu per conto dei loro clienti. 
Sviluppo delle Politiche: EURid partecipa allo sviluppo e all'attuazione di politiche relative alla registrazione dei domini .eu, come requisiti di ammissibilità, risoluzione delle controversie e altre normative relative ai domini.
Infrastruttura Tecnica: EURid mantiene l'infrastruttura tecnica necessaria per il corretto funzionamento del dominio di primo livello .eu, compresi i server del Sistema di Nomi a Dominio (DNS).
Conformità e Applicazione: EURid monitora e garantisce il rispetto delle politiche di registrazione dei domini .eu e affronta questioni legate a controversie sui nomi di dominio e abusi.
Protezione dei Dati: EURid gestisce i dati personali dei registranti dei domini in conformità con le normative europee sulla protezione dei dati.
L'ente collabora con la Commissione europea e vari interessati per sostenere la crescita e lo sviluppo del dominio .eu, promuovendo una presenza online sicura e affidabile per le entità all'interno dell'Unione europea.